# 莉丝·莎兰德
莉丝贝丝·莎兰德（Lisbeth Salander）是史迪格·拉森的系列小说“千禧年三部曲”中的人物。
她在2005年小說《龙纹身的女孩》中作为主角初次登场，这本书的瑞典语标题《Män som hatar kvinnor》，本意是《憎恨女人的男人》。她再在續集登場：《玩火的女孩》（2006年）、《直捣蜂窝的女孩》（2007年）、《蜘蛛網中的女孩》（2015年）和《以眼還眼的女孩》（2017年）。

## 个人信息
莎兰德的头发本色是红色，被她染成了黑色。初次亮相时，她被描写成一个苍白、瘦小、短头发的年轻女性，眉毛和鼻子上穿了孔，全身都是刺青。她的后颈部纹了一只黄蜂，左臂和左踝纹了一个环，臀部有一个汉字，左小腿有一支玫瑰。当穿着宽松的上衣时，人们能从她的左肩隐约看到一只布满后背的巨大龙纹身的轮廓。
莎兰德在网上使用“黄蜂”这一网名，是一名世界级的駭客。她凭借自己的技术进入了一个国际駭客联盟——“駭客共和国”，成为了一名“公民”。在日常生活中，莎兰德凭借这她的駭客技能和照相机式记忆成为了米尔顿安保中最好的独立调查员。同时她还持有多个不同身份的护照并擅长变装，能经常在无人察觉的情况下四处行动甚至出入多国国境。
由于童年的强烈心理创伤，莎兰德的个性极为封闭、不合群，非常不擅长和人交流，同时极度憎恨各种摧残女性的男人，也很乐于将这些人的恶行公诸于世。这一贯穿全书的角色是拉森价值观的一种体现。她和千禧年杂志的调查记者麦可·布隆维斯特有着复杂的感情，两人的关系在全书经常剧烈的摇摆于热恋和敌对之间。她还和一位有中国血统的女性，米莉安·吴维持着时断时续的浪漫关系。

## 角色原型
拉森书中的很多角色，都是基于阿斯特丽德·林格伦小说中的某些角色构造的，比如莎兰德就是是他心目中长袜子皮皮成年后应有的样子。沙兰德在瑞典斯德哥尔摩一间公寓的门口写着“V. Kulla”，这正是皮皮所居住的房子“Villa Villekulla”的缩写。 
拉森死后，他的很多朋友都认为，他之所以创作这样一个沙兰德的形象，是因为他在青年时目睹了他的多名好友轮奸了他认识的一位叫做莉丝贝丝（Lisbeth）的女孩，而他并没能及时制止这一暴行。这件事在之后的很多年一直困扰着拉森。 
在整部作品中，布隆维斯特曾经一度怀疑沙兰德患有阿斯伯格综合症，不过从没有人能正确地判断她的确切精神状况，因为她在所有的精神评估中都拒绝与医生进行任何交流。一些居心不良的人也曾经试图通过沙兰德的精神状况置她于不利地位：她的一名监护人尼尔斯·毕尔曼称她是一名“变态的杀人犯、疯狂的混蛋”；曾因不可告人的理由将她“确诊”为精神障碍并囚禁她的精神病医生彼得·泰德波利安则将她描述为偏执、分裂、极端利己的精神病患者。 作者拉森也认为，鉴于沙兰德幼年受到的极大创伤，她可能或多或少具有一定的反社会人格障碍，导致她很难适应社会规范。
尽管多人对他的心智健全程度持怀疑态度，但她还是在最后被证实心智健全、有完全的社会能力。在直捣蜂窝的女孩一书的结尾激烈的庭审环节中，沙兰德的律师安妮塔成功地击退了检方证人泰德波利安所做的伪证，证明了沙兰德“与这间屋子里所有人一样的理性一样的精神正常”。这次庭审成功地解除了沙兰德社会失能的判决，避免了她再次被送入精神病院。

## 人物履历

### 龙纹身的女孩
在龙纹身的女孩的女孩中初次登场的沙兰德被描述成一名极具天赋但又深陷麻烦的女孩，她既是米尔顿安保最出色的私人调查员，同时也是互联网上知名的黑客。她的老板德拉根·阿曼斯基受瑞典最富有的企业家亨利·范耶尔之托，派她对刚刚输掉官司的知名调查记者布隆维斯特进行背景调查。当布隆维斯特发现她的才能之后，则不计前嫌的将她招为自己的调查助理，协助自己调查亨利的侄女，海莉·范耶尔近40年前失踪的事件。沙兰德利用她的技能，发现海莉的下落与一系列针对女性的谋杀案有千丝万缕的联系，并在调查过程中和布隆维斯特发展成恋人关系。
在和布隆维斯特同时查出马丁·范耶尔有重大嫌疑时，他们的行为引起了马丁的警觉。马丁囚禁了布隆维斯特并准备灭口，在危急关头莎兰德即使赶到，救了布隆维斯特并用高尔夫球杆重伤了马丁。马丁在随后的逃跑过程中撞上一辆迎面开来的卡车后丧命。莎兰德随后用自己的黑客技能追踪到了海莉的行踪，同时搜集到了陷害布隆维斯特的维纳斯壮犯罪的证据，帮助布隆维斯特扳回一城。在维纳斯壮的罪行被公开后，她还里用自己的变装和黑客技能来到瑞士，将维纳斯壮名下离岸账户中的30亿克朗资金据为己有。
同时，沙兰德在幼年时被法院判决法定失能，即使在成年之后，也会被指定一名法定监护人，她的第一名监护人霍尔格·潘格兰律师是她为数不多能信任的人之一，两人发展出了比较和睦的关系。在潘格兰突然中风之后，法院将尼尔斯·毕尔曼律师指派为她的监护人。莎兰德发现毕尔曼是个虐待狂，他中止了莎兰德对自己银行账户的控制权，强迫她为自己提供性服务，作为按月拨给她生活费的条件。莎兰德不甘心自己被这样摆布，决定录下他的行为作为夺回自己经济自主权的筹码，但却录下了毕尔曼用及其暴力的手段鸡奸性虐自己一整夜。几天后，她回到了毕尔曼的公寓，用泰瑟枪电晕了毕尔曼，把他捆在他自己的床上，用他虐待自己的工具还治其人之身、用新买的纹身装备在他的肚子上刻上了“我是一只有虐待狂的猪，一个强奸犯”，并威胁他要公布强奸的录像，除非他让沙兰德重新掌握自己的经济自主权，并在报告中说莎兰德表现良好，可以撤销法定失能的判决。

### 玩火的女孩
莎兰德在玩火的女孩开始时正在用她的30亿克朗环游世界，在一年后回到瑞典时，她被卷进了三人被杀的案件。被杀的人是正在为千禧年撰稿的达格、她的未婚女友米亚，以及莎兰德的监护人毕尔曼。两个现场和被认为是凶器的手枪上均找到了莎兰德的指纹，她也因此被认为有高度嫌疑并被全国通缉。与此同时，布隆维斯特依旧信任她，并试图查清真相。她发觉所有案件与瑞典秘密警察的一个特别行动小组、一名苏联前特工亚历山大·扎拉千科，以及扎拉千科背后的巨大犯罪集团有着千丝万缕的联系。扎拉千科曾经是苏联SAR机构的优秀特工，在行动小组——麦可称之为“小组”或“扎拉千科俱乐部”——的非法协助下成功变节，获得了瑞典身份及日常掩护，开始经营他的犯罪组织。扎拉千科实际上是莎兰德的父亲，莎兰德最终查清了扎拉千科的住所，做好赴死的准备之后前往与之对质，但在潜入过程中被发现，身中三枪，虽不致命，但也被俘获并被活埋。莎兰德自己奋力逃了出来后，找到扎拉千科，重伤了他并被随后赶到的布隆维斯特发现并解救。
书中也揭示了莎兰德被宣告失能的原因。因为扎拉千科变节特工的身份，“小组”要极力掩盖他存在的痕迹。因此虽然他不断虐待自己的妻子，莎兰德的母亲，并且莎兰德也不断向警察、社工报告，但在小组的干预下，没有人采取行动。在莎兰德12岁时，扎拉千科将她的妈妈殴打成脑出血，并导致了终身瘫痪，莎兰德在扎拉千科离开时用自制的燃烧瓶将扎拉千科烧成重伤，并让他丢了一只脚。正是这一事件让小组下定决心，联合精神病医生泰德波利安伪造了她的精神状况报告，使法院宣告她失能并把她送到精神病院。